# Primera División 1977-1978 (hockey su pista)
La Primera Division 1977-1978 è stata la 9ª edizione del torneo di secondo livello del campionato spagnolo di hockey su pista. La competizione è iniziata il 18 settembre 1977 e si è conclusa il 12 marzo 1978.
Il torneo è stato vinto dal Mieres davanti al Terrassa; le due squadre furono promosse in División de Honor per la stagione successiva.

## Squadre partecipanti
| Club         | Città                  | Impianto | Stagione precedente                  |
| ------------ | ---------------------- | -------- | ------------------------------------ |
| Alameda      | Osuna                  |          | 12º in Primera División              |
| Alcobendas   | Alcobendas             |          | 10º in Primera División              |
| CP Claret    | Siviglia               |          | 4º in Primera División               |
| Espanyol     | Barcellona             |          | 7º in Primera División               |
| GEIEG Girona | Girona                 |          | In Segunda División, promosso        |
| Liceo La Paz | La Coruña              |          | 11º in Primera División              |
| Lleida       | Lleida                 |          | 5º in Primera División               |
| Mataró       | Mataró                 |          | 9º in Primera División               |
| Mieres       | Mieres                 |          | 13º in División de Honor, retrocesso |
| Mollet       | Mollet del Vallès      |          | In Segunda División, promosso        |
| SC Lleida    | Lleida                 |          | 8º in Primera División               |
| Terrassa     | Terrassa               |          | 14º in División de Honor, retrocesso |
| Vendrell     | El Vendrell            |          | 12º in División de Honor, retrocesso |
| Vilafranca   | Vilafranca del Penedès |          | 6º in Primera División               |

## Classifica finale
|  | Pos. | Squadra      | Pt | G  | V  | N | P  | GF  | GS  | DR  |
|  | ---- | ------------ | -- | -- | -- | - | -- | --- | --- | --- |
|  | 1.   | Mieres       | 35 | 26 | 16 | 3 | 7  | 164 | 114 | +50 |
|  | 2.   | Terrassa     | 35 | 26 | 16 | 3 | 7  | 147 | 100 | +47 |
|  | 3.   | Alameda      | 35 | 26 | 15 | 5 | 6  | 105 | 71  | +34 |
|  | 4.   | Alcobendas   | 34 | 26 | 16 | 2 | 8  | 117 | 95  | +22 |
|  | 5.   | Mollet       | 34 | 26 | 14 | 6 | 6  | 103 | 71  | +32 |
|  | 6.   | Lleida       | 31 | 26 | 12 | 7 | 7  | 79  | 69  | +10 |
|  | 7.   | CP Claret    | 27 | 26 | 13 | 1 | 12 | 140 | 129 | +11 |
|  | 8.   | Liceo La Paz | 26 | 26 | 11 | 4 | 11 | 120 | 134 | -14 |
|  | 9.   | Vilafranca   | 23 | 26 | 11 | 1 | 14 | 82  | 99  | -17 |
|  | 10.  | SC Lleida    | 20 | 26 | 8  | 4 | 14 | 67  | 109 | -42 |
|  | 11.  | Mataró       | 20 | 26 | 9  | 2 | 15 | 97  | 100 | -3  |
|  | 12.  | Espanyol     | 18 | 26 | 5  | 8 | 13 | 87  | 116 | -29 |
|  | 13.  | GEIEG Girona | 13 | 26 | 4  | 5 | 17 | 68  | 116 | -48 |
|  | 14.  | Vendrell     | 13 | 26 | 5  | 3 | 18 | 64  | 117 | -53 |

Legenda:
      Promosso in División de Honor 1978-1979.
  Partecipa ai play-out.
      Retrocesse in Segunda Division 1978-1979.
Note:
Due punti a vittoria, uno a pareggio, zero a sconfitta.

## Verdetti
|  | Verdetto                       | Club                  |
|  | ------------------------------ | --------------------- |
|  | Promosse in División de Honor  | Mieres Terrassa       |
|  | Retrocesse in Segunda Division | GEIEG Girona Vendrell |